# Franciák
A franciák Franciaország túlnyomórészt francia nyelvű polgárai. A „francia” szó az akkoriban még germán anyanyelvű frankok nevéből ered, mely népcsoport a Római Birodalom végnapjaiban meghódította Gallia tartományt, és akikről a középkorban a terület új latin neve Francia, azaz „a frankok országa” lett.

## A „francia nép” problematikus meghatározása
A németekhez hasonlóan Európában elég későn jött létre a francia identitás, mivel Franciaországban – az erős központi törekvések ellenére – még a forradalom idején sem haladta meg a franciát anyanyelvként használók aránya az 50%-ot.
Jogi és etnikai-kulturális értelemben azonban meghatározható a kifejezés. Előbbi szerint Franciaország állampolgárait értjük a kifejezés alatt, beleértve a tengerentúli területek polgárait is.
A szó szűkebb értelmében a közös anyanyelv, kultúra és a közös származás érzése révén definiálható. A francia szélsőjobboldali Nemzeti Front párt számára utóbbi értelmezés kizárólagos érvénnyel bír.
Az önmeghatározás fontos: egy francia franciának vallja magát mindkét definíció szerint.
A kizárólag állampolgársági alapon és a közös jogi normákon alapuló társadalom ellentétben áll az egy nyelven, kultúrán és identitáson alapuló államisággal. A francia központosítás a gyakorlati életben elnyomja a multikulturális társadalmat, francia nyelvet, kultúrát és identitást erőltet bevándorlók és kisebbségiek közösségeire.
A kizárólag állampolgárságon alapuló definíció nem tartalmazná azokat, akik ugyan beszélik a nyelvet, francia származásúak és kulturálisan is kötődnek, de nincs állampolgárságuk (pl. sok vallon). Ugyanakkor tartalmazna olyanokat, akik nem beszélik a nyelvet, kulturálisan nem kötődnek, nem francia származásúak, de van francia állampolgárságuk (pl. Franciaország tengerentúli területeinek lakói).

## Lásd még
- francia nyelv
- Franciaország